# Перкам
Перкам (њем. Perkam) општина је у њемачкој савезној држави Баварска. Једно је од 37 општинских средишта округа Штраубинг-Боген. Према процјени из 2010. у општини је живјело 1.506 становника. Посједује регионалну шифру (AGS) 9278172.

## Географски и демографски подаци
Перкам се налази у савезној држави Баварска у округу Штраубинг-Боген. Општина се налази на надморској висини од 360 метара. Површина општине износи 14,2 km². У самом мјесту је, према процјени из 2010. године, живјело 1.506 становника. Просјечна густина становништва износи 106 становника/km².